# 校園風雲 (1992年電影)
《校園風雲》（英語：School Ties）是一部1992年美國運動劇情片，由羅伯特·曼戴爾執導，迪克·沃夫構思故事並與達瑞爾·波尼奇共同編寫劇本，布蘭登·費雪主演。故事背景設定1950年代的美國，一位明星四分衛有機會進入一所精英預科學校，但必須隱瞞他是猶太人的事實。電影於1992年9月11日在美國上映，評價兩極分化，票房不佳。

## 演員
- 布蘭登·費雪飾演大衛·格林（David Greene）[3]
- 麥特·戴蒙飾演查理·狄龍（Charlie Dillon）
- 克里斯·歐唐納飾演克里斯·瑞斯（Chris Reece）
- 藍道·巴丁寇夫（英语：Randall Batinkoff）飾演瑞普·范凱爾特（Rip Van Kelt）
- 科爾·豪瑟飾演傑克·康納斯（Jack Connors）
- 班·艾佛列克飾演切斯提·史密斯（Chesty Smith）
- 艾咪·洛肯（英语：Amy Locane）飾演莎莉·惠勒（Sally Wheeler）
- 安東尼·瑞普飾演理查·「麥古」·柯林斯（Richard "McGoo" Collins）

## 外部連結
- 互联网电影数据库（IMDb）上《校園風雲》的资料（英文）
- TCM电影资料库上《校園風雲》的资料（英文）
- 豆瓣电影上《校園風雲》的資料 （简体中文）
- Box Office Mojo上《校園風雲》的資料（英文）